# Parawubanoides unicornis
Parawubanoides unicornis är en spindelart som först beskrevs av O. Pickard-Cambridge 1873.  Parawubanoides unicornis ingår i släktet Parawubanoides och familjen täckvävarspindlar. Inga underarter finns listade i Catalogue of Life.